# Pere Casas Abarca
Pere Casas Abarca (Barcelona, 1875 - 1958) va ésser un pintor, escultor, fotògraf i cartellista català. Nebot i deixeble de l'escultor Venanci Vallmitjana, 

## Biografia
Pere Casas Abarca estudià a l'Escola de Belles Arts i era també llicenciat en Dret.
Com a pintor practicà un realisme mundà, hàbil i elegant, que li donà força nom. Darrerament, però, ha estat molt valorada també la seva tasca de fotògraf, caracteritzada per una temàtica simbolista o orientalista, sovint amb un cert erotisme.
El 1902 s'encarregà de la direcció artística de la revista comercial Mercurio, que va dirigir fins al 1938. En aquest període va publicar Por los Pirineos. Impresiones de un viaje (1903), amb la mateixa editorial de la revista, que recollia textos de Josep Puigdollers il·lustrats amb les seves imatges.
Va ser president del Reial Cercle Artístic de Barcelona (1930-1933), i president i fundador de l'associació Amics dels Museus de Catalunya.
Les seves obres s'inclouen dins del corrent anomenat pictorialisme, que és l'inici de la fotografia artística. Casas és considerat un dels principals exemples d'aquest moviment a Catalunya i un dels primers fotògrafs a retratar nus femenins. Pel que fa a la temàtica, va treballar principalment l'al·legoria i els temes mitològics a través de figures femenines. Igualment, va retratrar temàtiques de caràcter orientalitzant en què fotografiava dones a la manera d'odalisques en entorns d'arquitectura, teles i tapissos d'influència àrab.

## Fons
La correspondència de Pere Casas Abarca es troba a la Biblioteca de Catalunya
Al MNAC es conserva una col·lecció de fotografia artística compilada pel pintor. Igualment, el Museu del Disseny de Barcelona guarda cinc fotografies de dones vestides amb túniques, procedents de l'antic Museu Tèxtil i d'Indumentària de Barcelona.